# Fantasia (Iva Zanicchi)
Fantasia è un album della cantante italiana Iva Zanicchi, pubblicato nel 1972.
L'album è presente sulle piattaforme digitali e sui servizi di streaming.

## Tracce
1. Nonostante lei - 3:21 - (Mogol - Alberto Testa - Tony Renis)
2. Fantasia n. 1:Burt Bacharach - 7:20
- Gocce di pioggia su di me - (Cristiano Minellono - H. David - Burt Bacharach)
- Don't Make Me Over - (Mogol - H. David - B. Bacharach)
- Quando tu vorrai - (H. David - B. Bacharach)
- Tutti quelli che hanno un cuore - (H. David - B. Bacharach)

3. Il mio bambino - 4:35 - (Mogol - Lucio Battisti)
4. Fantasia n. 2:The Beatles - 5:30
- Yesterday (Ieri) - (T. Romano - Marcello Minerbi - John Lennon - Paul McCartney)
- Let It Be - (J. Lennon - P. McCartney)
- Michelle - (Vito Pallavicini - Ricky Gianco - J. Lennon - P. McCartney)
- My Sweet Lord - (George Harrison)

5. Sciogli i cavalli al vento - 4:20 - (Sandro Tuminelli - Ezio Leoni)
6. Fantasia n. 3:Bruno Canfora - 5:45
- Fortissimo - (Lina Wertmüller - Bruno Canfora)
- Sono come tu mi vuoi - (Antonio Amurri - B. Canfora)
- La vita - (A. Amurri - B. Canfora)
- Tutta la gente del mondo - (L. Wertmuller - B. Canfora)
- Vorrei che fosse amore - (A. Amurri - B. Canfora)

7. Coraggio e paura - 4:00 - (Camillo e Corrado Castellari)
8. Fantasia n. 4:Giovanni D'Anzi - 6:07
- Tu non mi lascerai - (M. Galdieri - Giovanni D'Anzi)
- Non partir - (A. Bracchi - G. D'Anzi)
- Ma l'amore no - (M. Galdieri - G. D'Anzi)
- Ti dirò - (A. Bracchi - G. D'Anzi)

## Crediti
- Produzione: Ezio Leoni
- Arrangiamenti: Enrico Intra
- Tecnico di registrazione e re recording: Gianluca Citi